# Aufschießen einer Leine
Unter dem Aufschießen einer Leine versteht man in der Seemannssprache das Zusammenlegen von Tauwerk („Leinen“) in Schlaufen („Törns“), um es als „Bunsch“ so zu verstauen, dass es für die Benutzung jederzeit einsatzbereit ist. Auch für das Seil im Bergsport, oder das Zusammenlegen von Kabeln ist dieser Begriff gebräuchlich. 

## Sinn
In aufgeschossenem Zustand sind Leinen jederzeit einsatzbereit. Sie können so sicher verstaut werden, ohne dass sie sich im Seegang wieder lösen. Besonders wichtig ist dies bei Wurfleinen, die im Notfall sofort einsatzbereit sein müssen, ebenso bei Fallen, die jederzeit losgeworfen werden können müssen.
Durch das Aufschießen wird vermieden, dass die Leinen durcheinandergeraten („unklar kommen“ oder ein Wuling bilden), herumliegende Leinen die Arbeit behindern, eine Unfallquelle darstellen, über Bord fallen und verloren gehen oder beschädigt werden. Auch bei Leinen, die auf einer Seite festgeknotet sind, sollte das andere Ende nie über Bord fallen, denn das Salzwasser kann die Lebensdauer des Tauwerks beeinträchtigen. Außerdem besteht die erhebliche Gefahr, dass die Leine in den Schiffspropeller gerät und das Boot dadurch manövrierunfähig wird.
Schoten werden beim sportlichen Segeln hingegen nie aufgeschossen, da sie beim Segeltrimm dauernd im Einsatz sind. Bei Festmacherleinen wird das restliche Seil immer an Bord des Schiffes aufgeschossen (nicht am Steg).

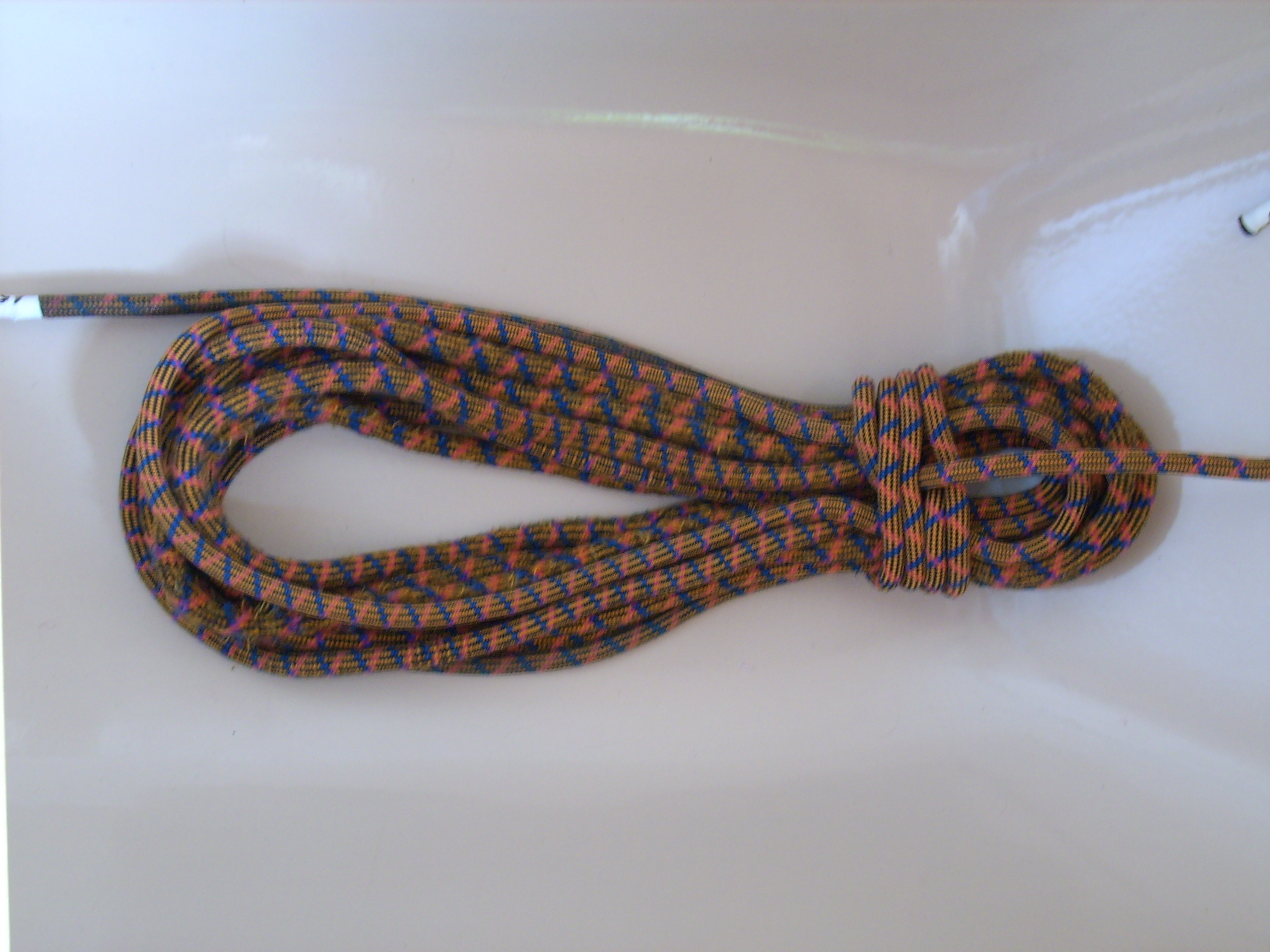
Zu einem Bunsch aufgeschossene Leine
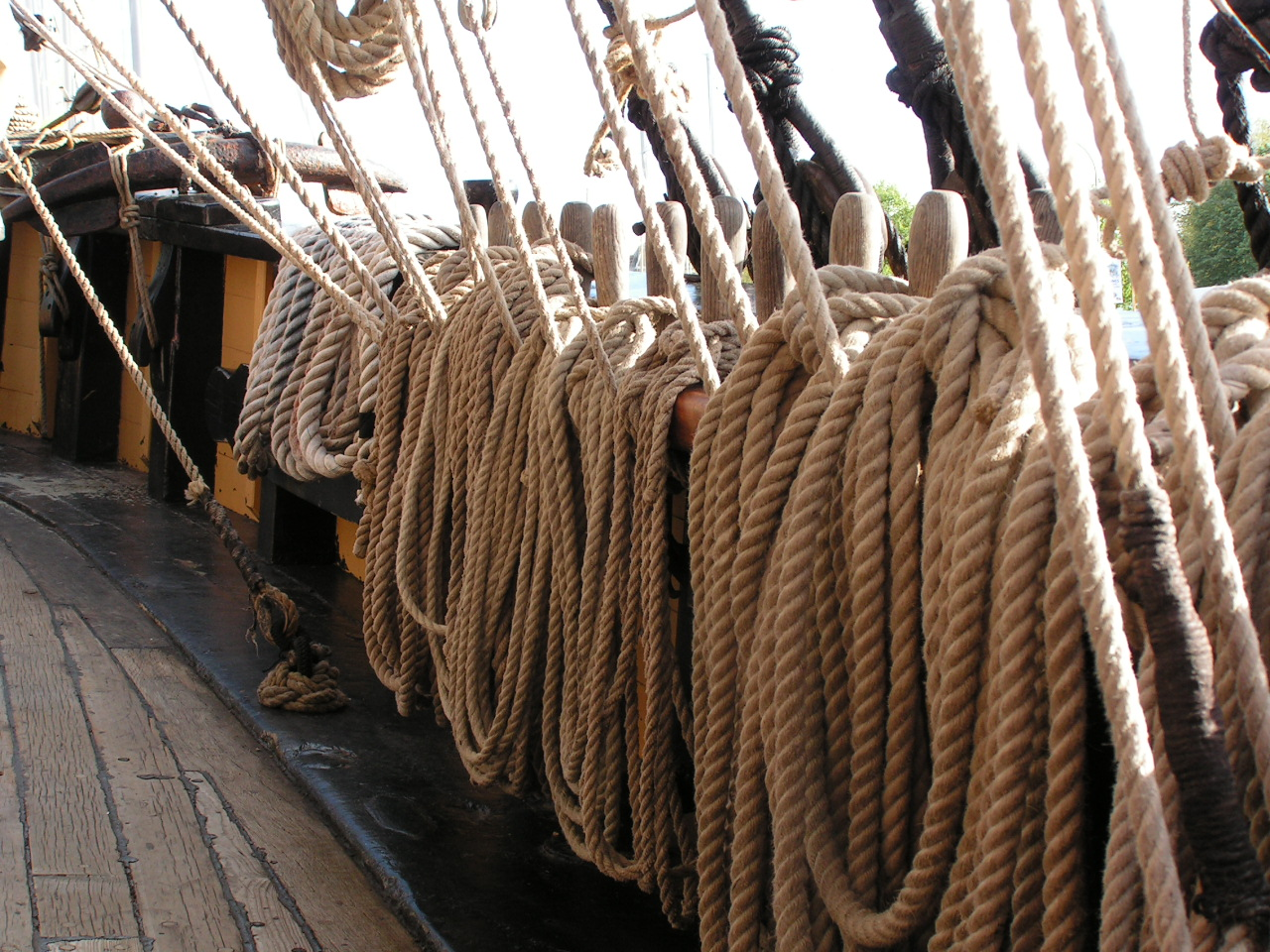
Aufgeschossene Leinen auf einer Nagelbank
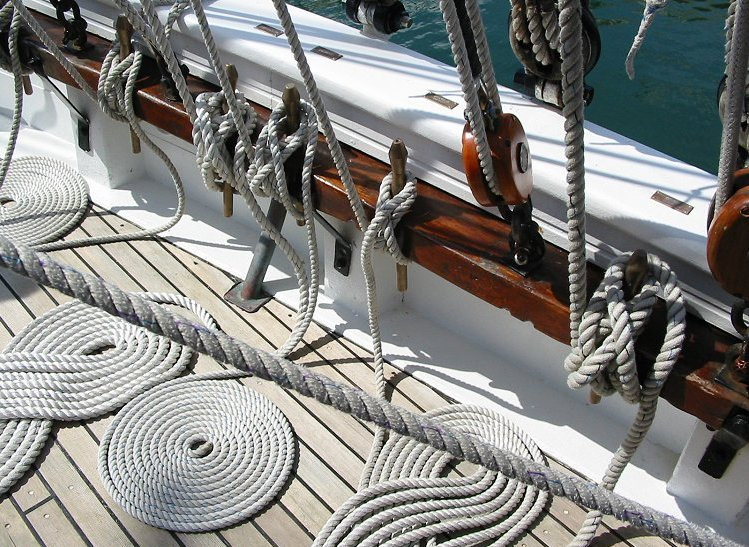
Leinen in Form einer Flämischen Scheibe sicher an Deck
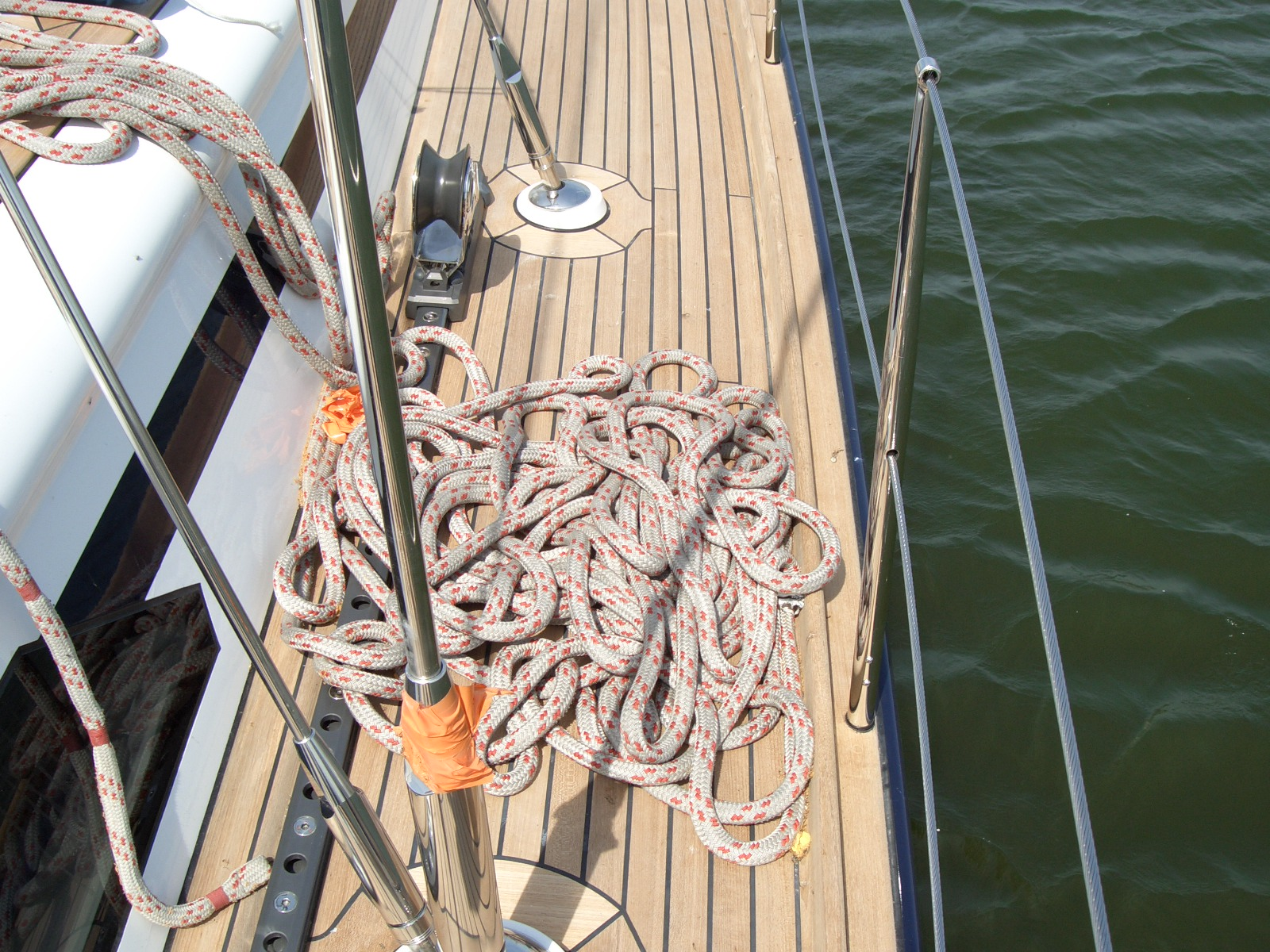
Wuling

## Anwendung

### Leine aufschießen
Die Leine wird in gleich lange Rollen gelegt. Bei leichtem Tauwerk kann das Aufschießen über den Arm erfolgen, die gleiche Länge entsteht durch die immer gleiche Armspanne. Um das entstandene Bündel wird, wenn das Tau verstaut werden soll, oben ein Rundtörn gelegt und darüber ein zweiter, der den ersten bekneift (und bei Bedarf noch ein bis drei weitere). Das Seilende wird dann als Bucht durch das dicke Auge gezogen und die Bucht wird über den Kopf des Bündels gestülpt und festgezogen.

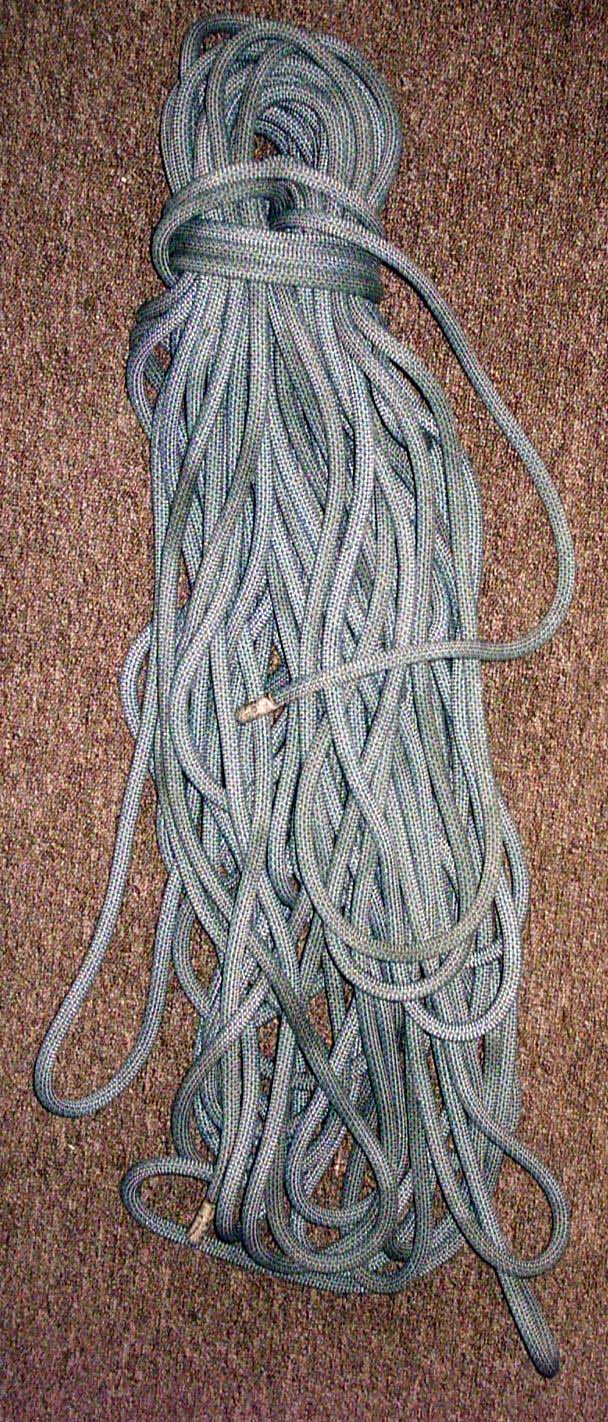
Aufgewickeltes Einfachseil

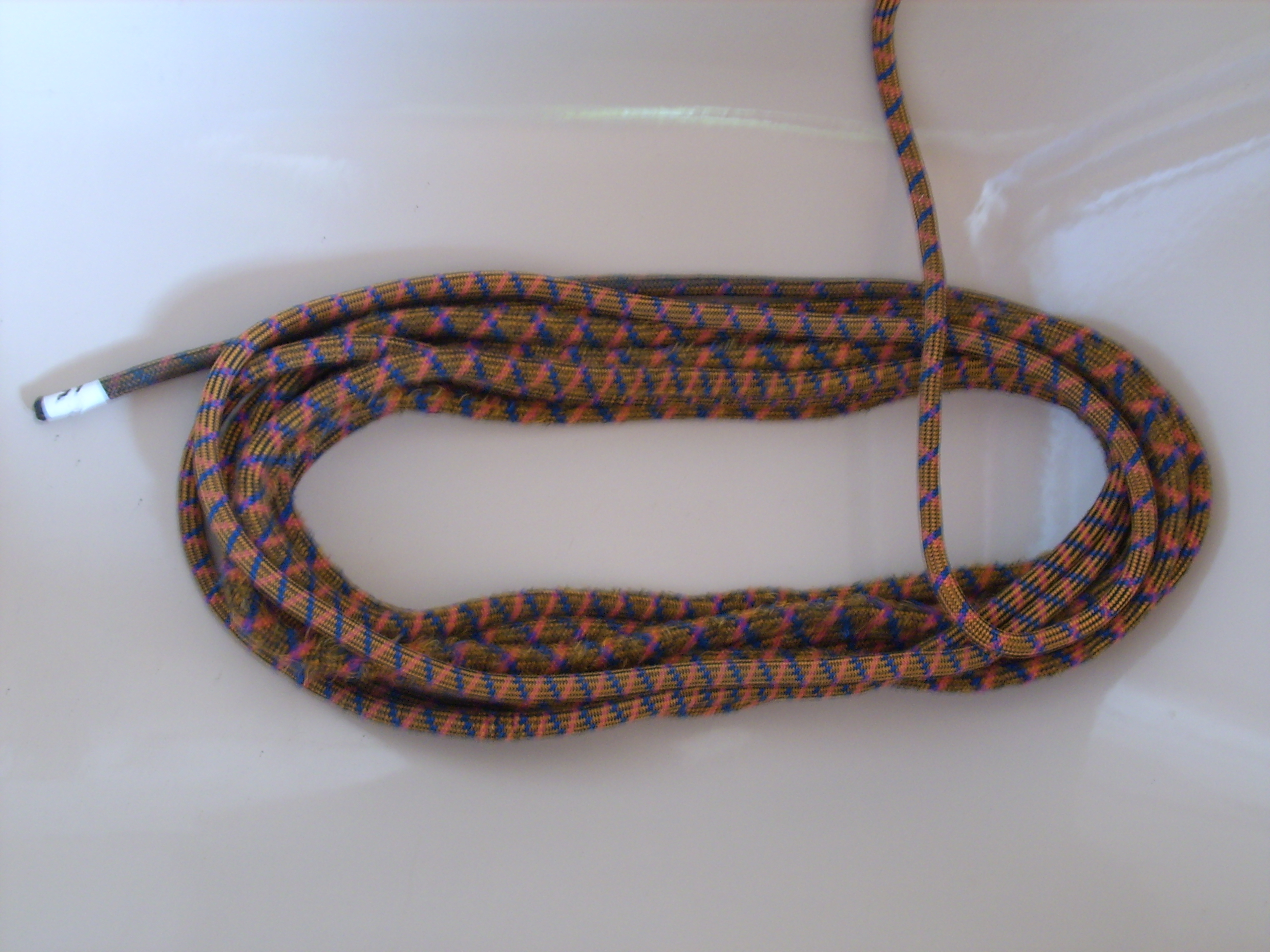
richtiger Anfang
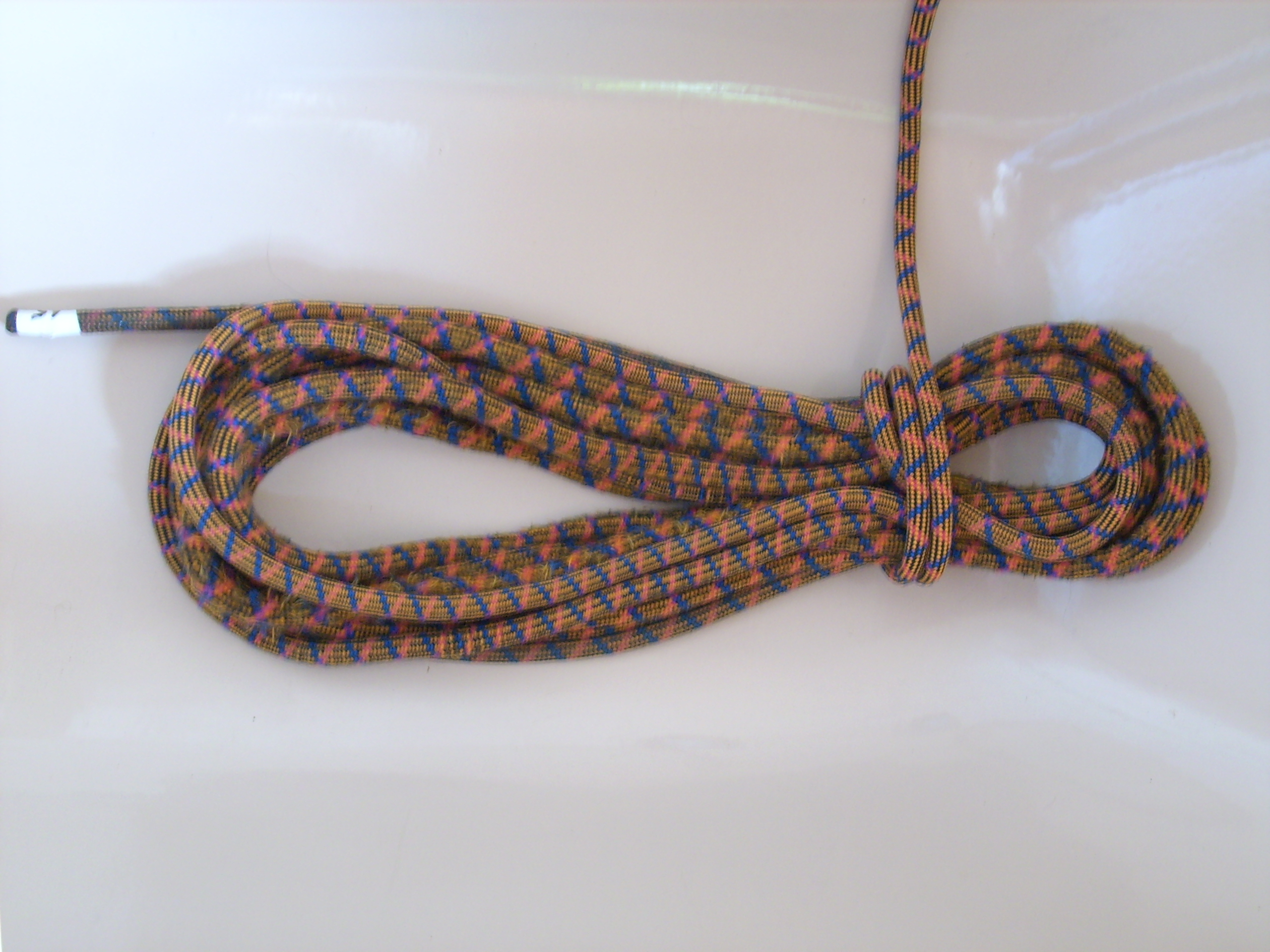
sich bekneifende Törns
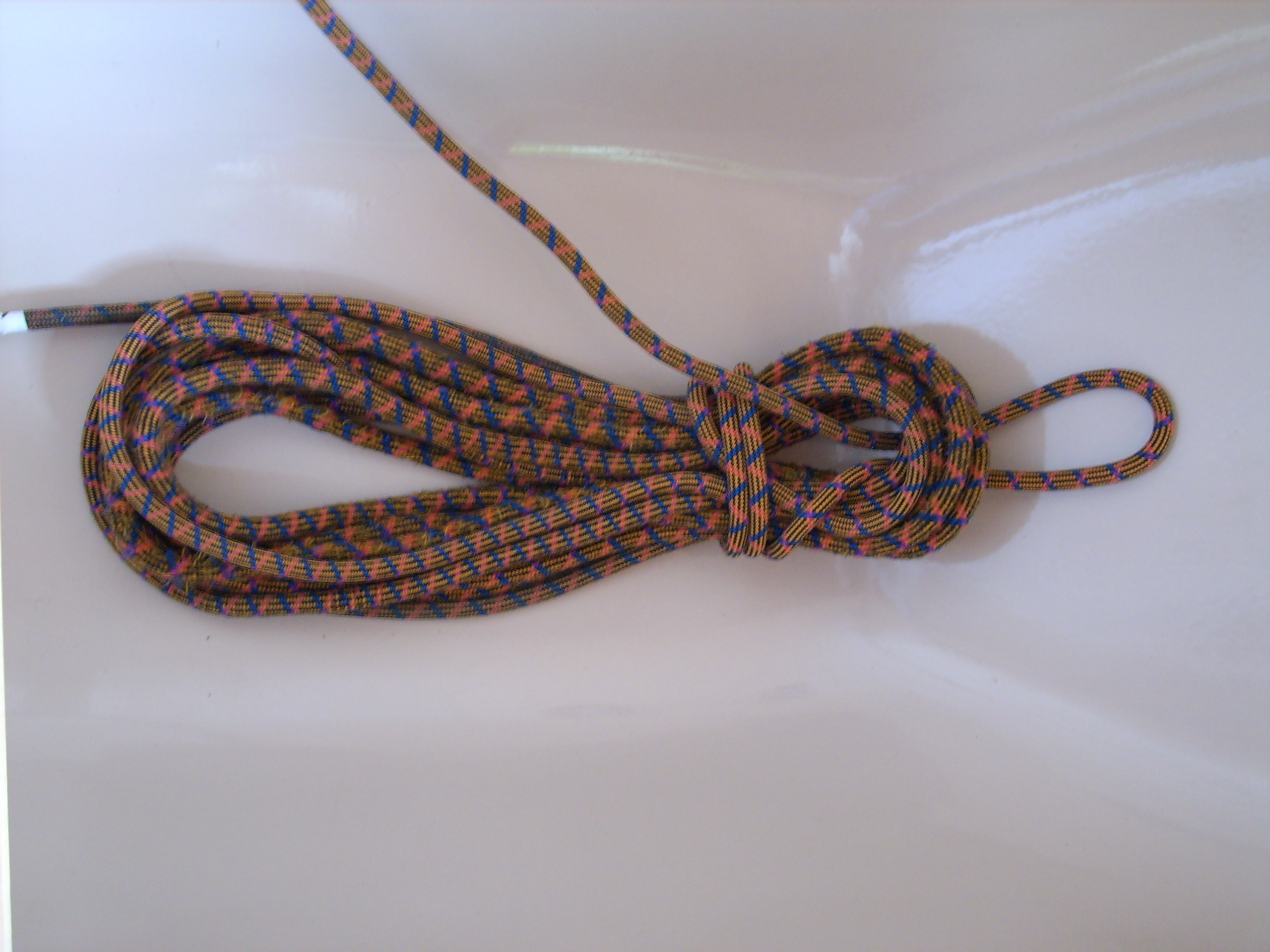
Bucht zum Überstülpen
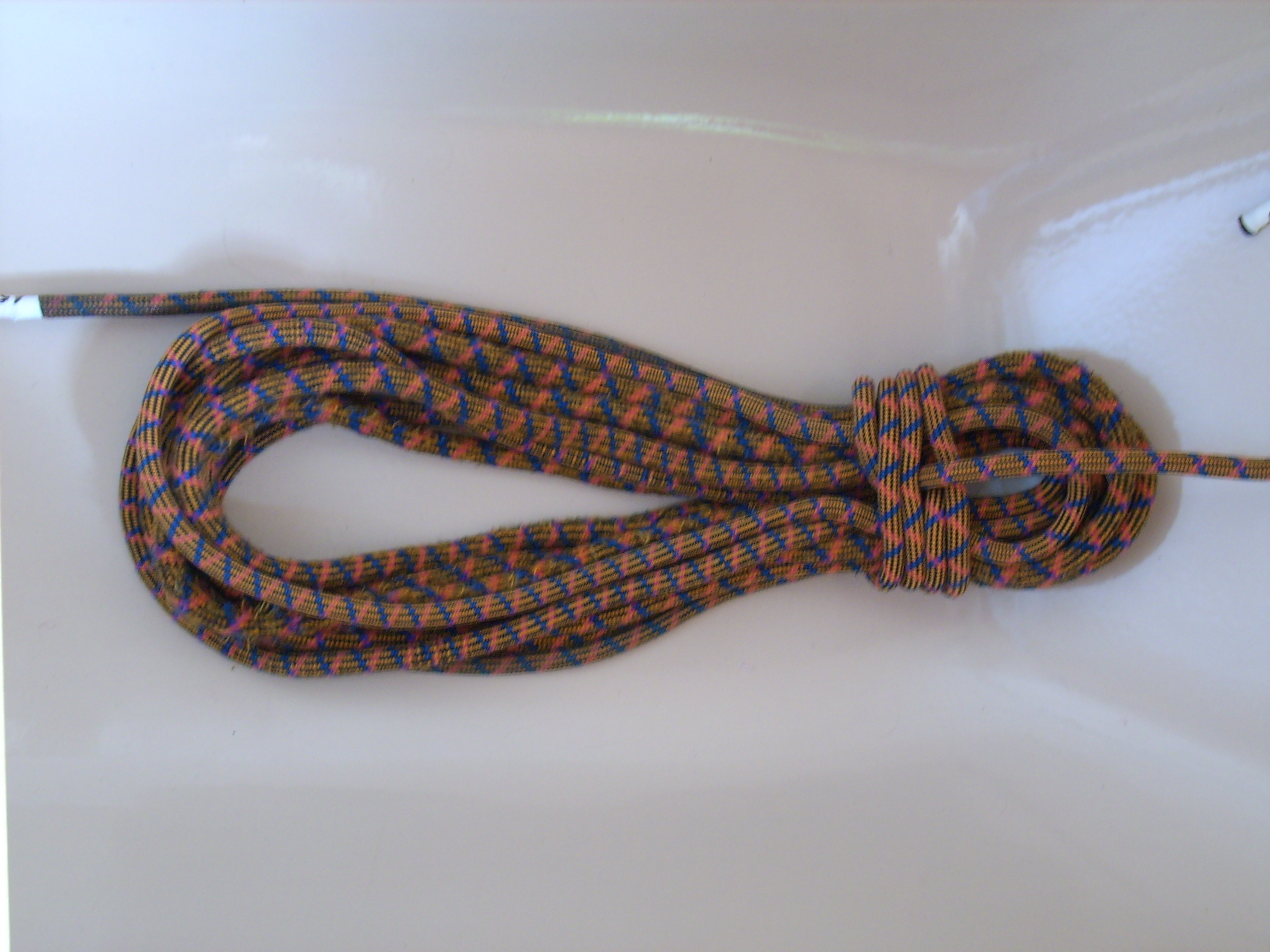
sauberer Bunsch
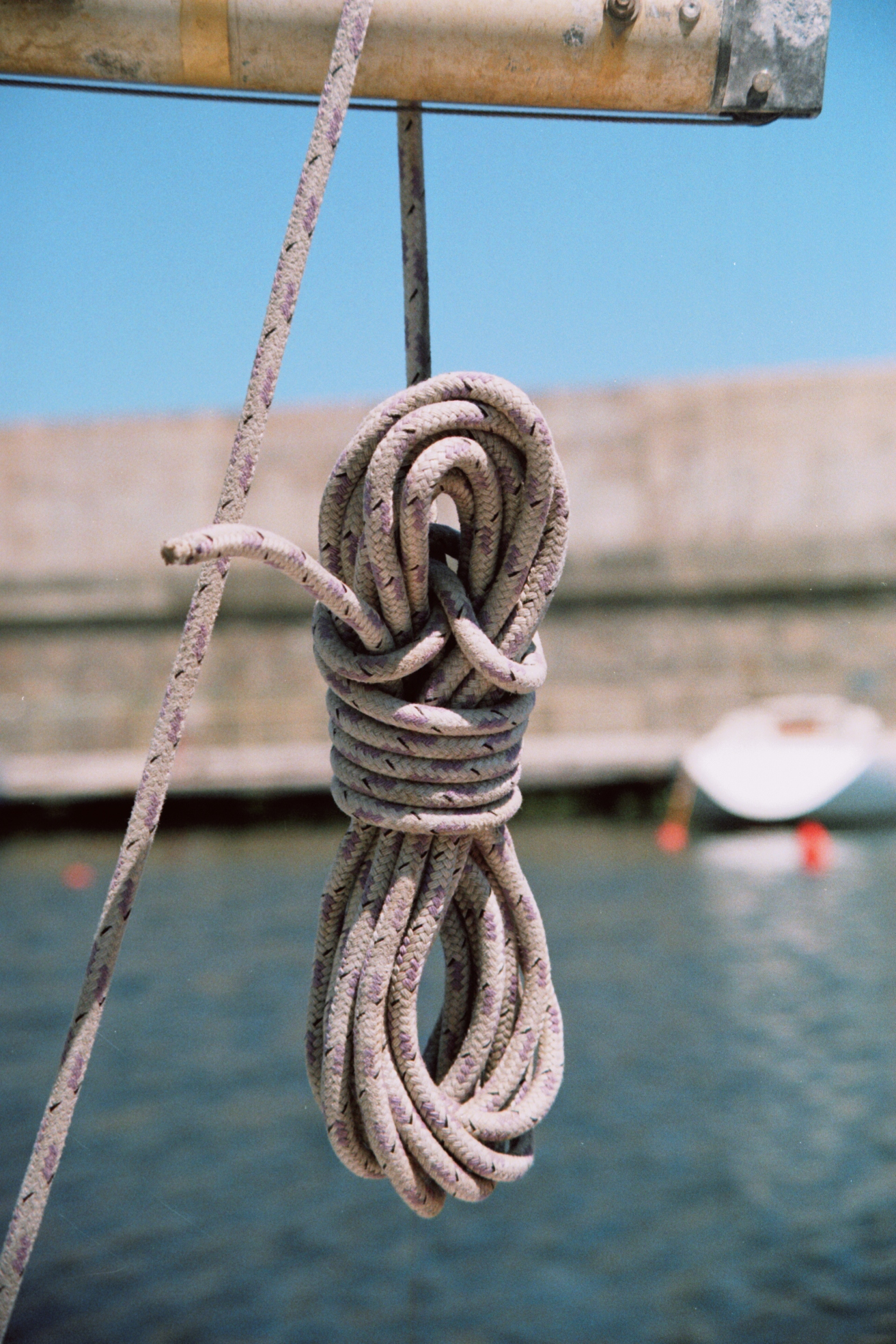
aufgeschossene Leine

### Alpine Seilpuppe

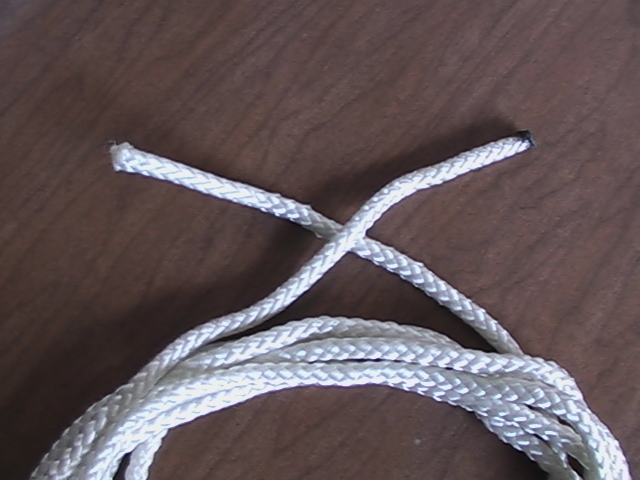
Das Seil zu einer Rolle wickeln.
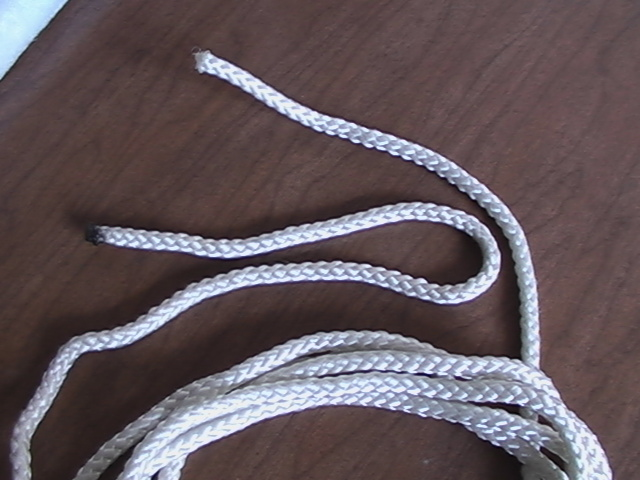
Mit einem Ende eine Bucht legen.
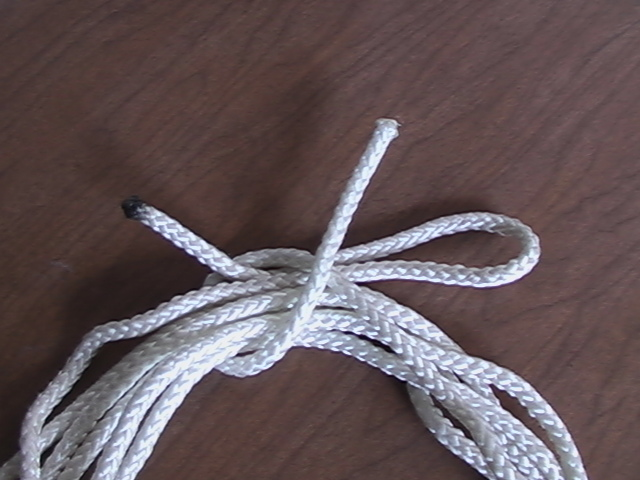
Mit dem anderen Ende ähnlich einem Takling verfahren (mehrfach umwickeln).
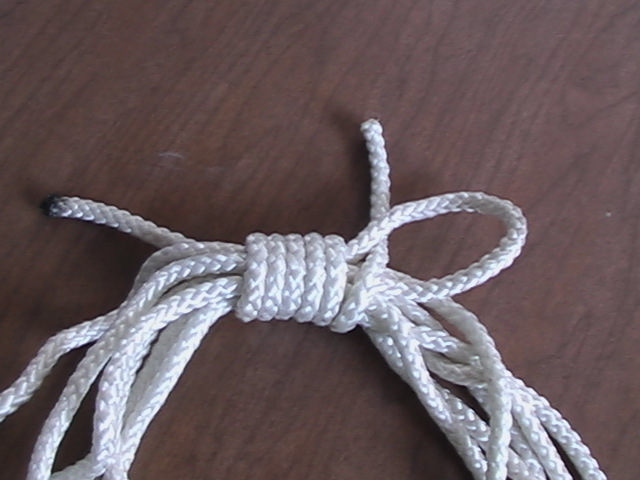
Anschließend das Ende durch die Bucht stecken.
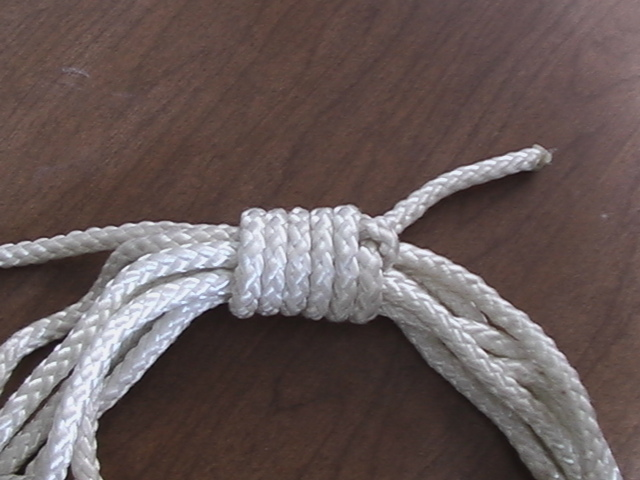
Bucht dicht holen; die Alpine Seilpuppe[2] ist fertig.

Wichtig ist, zu verstehen, dass die Leinen bei den meisten Aufschießmethoden verdreht werden; dies wird aber gleichmäßig gemacht, damit die Rollen nachher sauber liegen. Häufig wird hierbei nacheinander ein Auge auf das andere gelegt (damit ein Auge entsteht, muss man die Leine verdrehen). Würde man das nicht machen, bekäme man keine saubere kreisförmige Struktur hin. Wenn sie zu sehr verdreht sind (abhängig von Material und Durchmesser der Wickelstruktur), verhaken sie sich beim Werfen. Lange und verdrehte („vertörnte“) Leinen lässt man vor dem Aufschießen zunächst einmal komplett durch die Hand laufen, um Verdreher, sogenannte „Kinken“, auch „Kringel“ oder „Krangel“ genannt, zu beseitigen. 
Wenn eine Leine im Einsatz ist und der Rest des Seiles aufgeschossen werden soll, wird mit dem Aufschießen immer am festen Seilende begonnen, damit sich zum losen Seilende hin alle Kringel herausarbeiten lassen. Auch die Rundtörns werden mit dem festen Ende gemacht, das zum Schluss als Schlaufe durch das Auge am „Bunsch“ gezogen wird und zum Aufhängen dient.
Bei geschlagenem (d. h. aus mehreren Strängen (Kardeelen) gedrehtem) Tauwerk ist die Drehrichtung zu beachten: Rechtsgeschlagenes Tauwerk wird im Uhrzeigersinn, linksgeschlagenes entgegen dem Uhrzeigersinn aufgeschossen. Dadurch wird ein Aufdrehen des Taus in seine einzelnen Kardeele vermieden. Bei geflochtenem Tauwerk spielt die Drehrichtung keine Rolle.

### Fall aufschießen
Leinen, die an einem Belegnagel oder einer Mastklampe belegt sind (vor allem Fallen), werden nicht zusammengebunden. Die sauber gelegten Buchten werden mit einem Kopfschlag gesichert. Dazu wird ein Stück des festen Seilendes als Schlaufe von hinten nach vorne durch die Buchten gezogen, die Schlaufe wird zweimal verdreht und über den oberen Teil des Belegnagels oder das obere Klampenhorn gelegt. Ein so gesicherter „Bunsch“ kann jederzeit losgeworfen werden.

Belegen einer Klampe
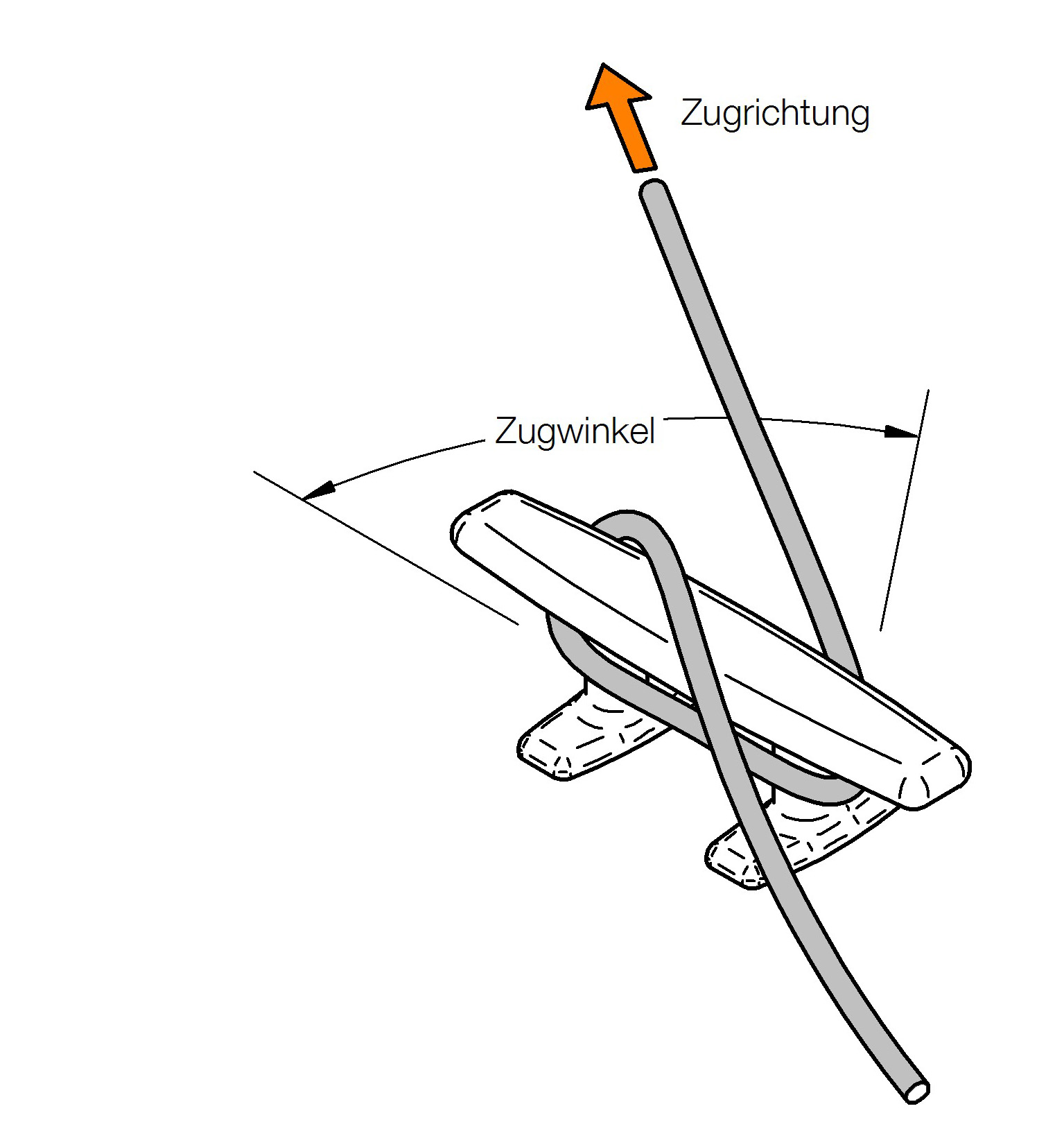
Belegen einer Klampe, Schritt 1
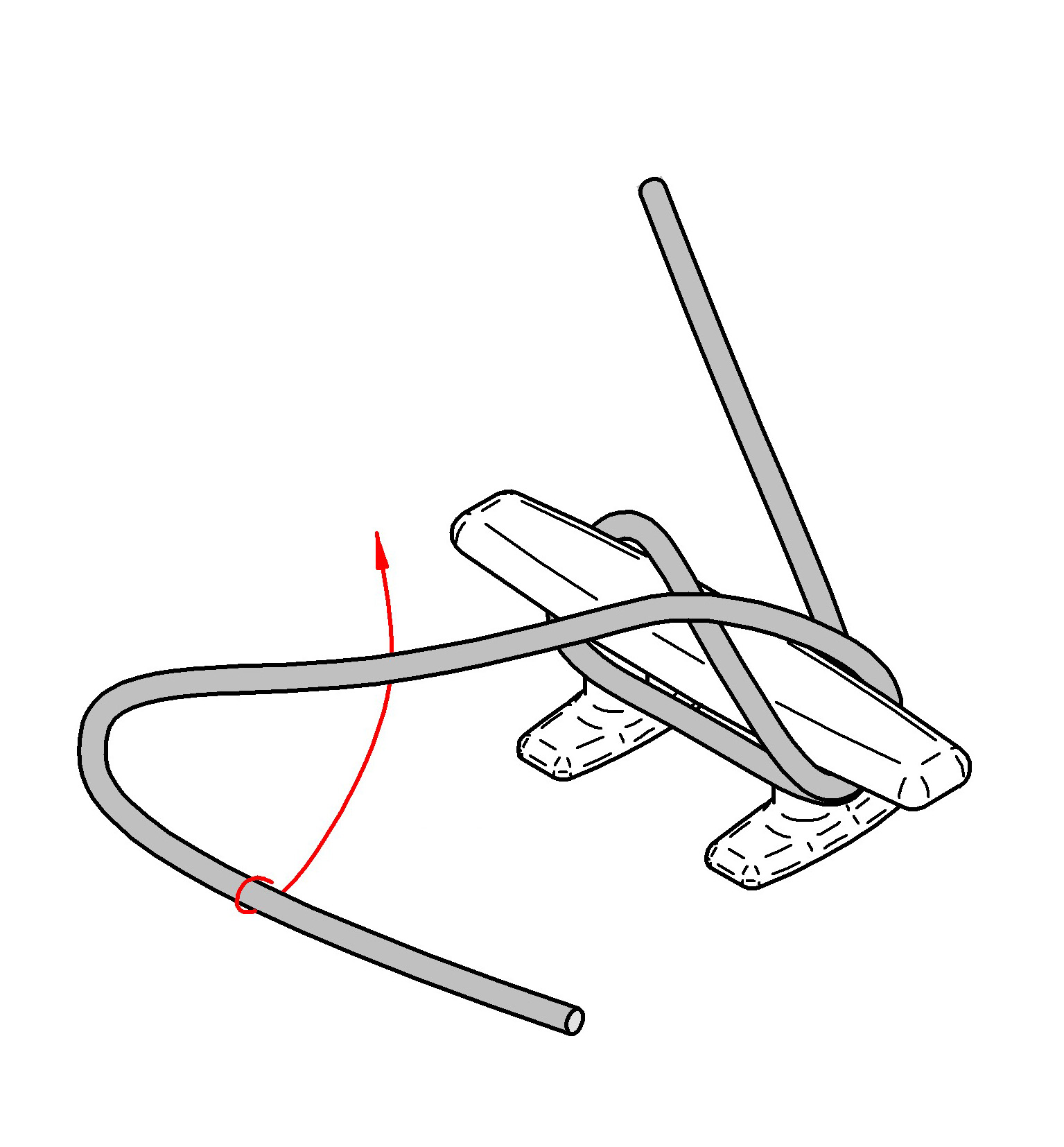
Schritt 2
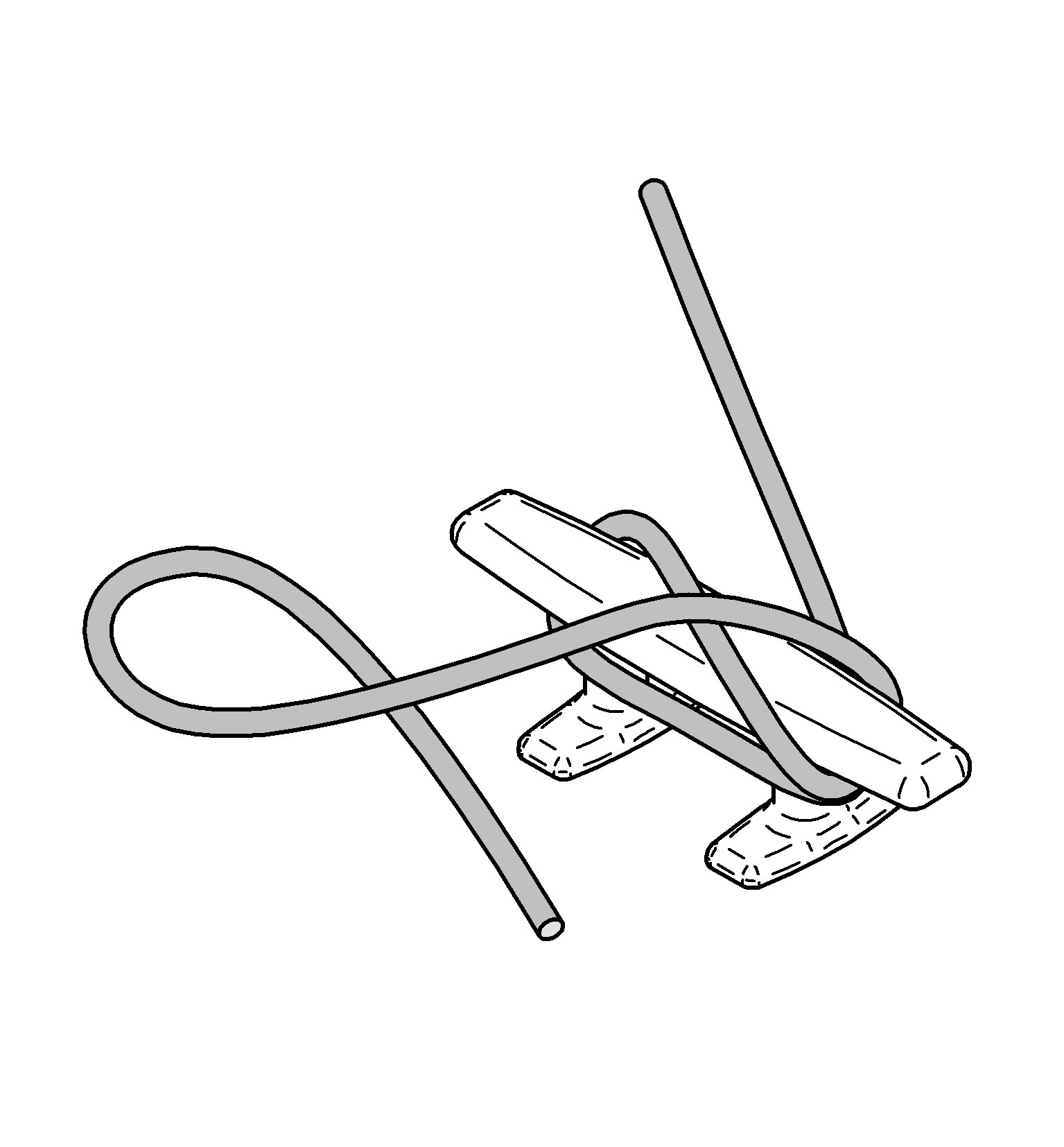
Schritt 3
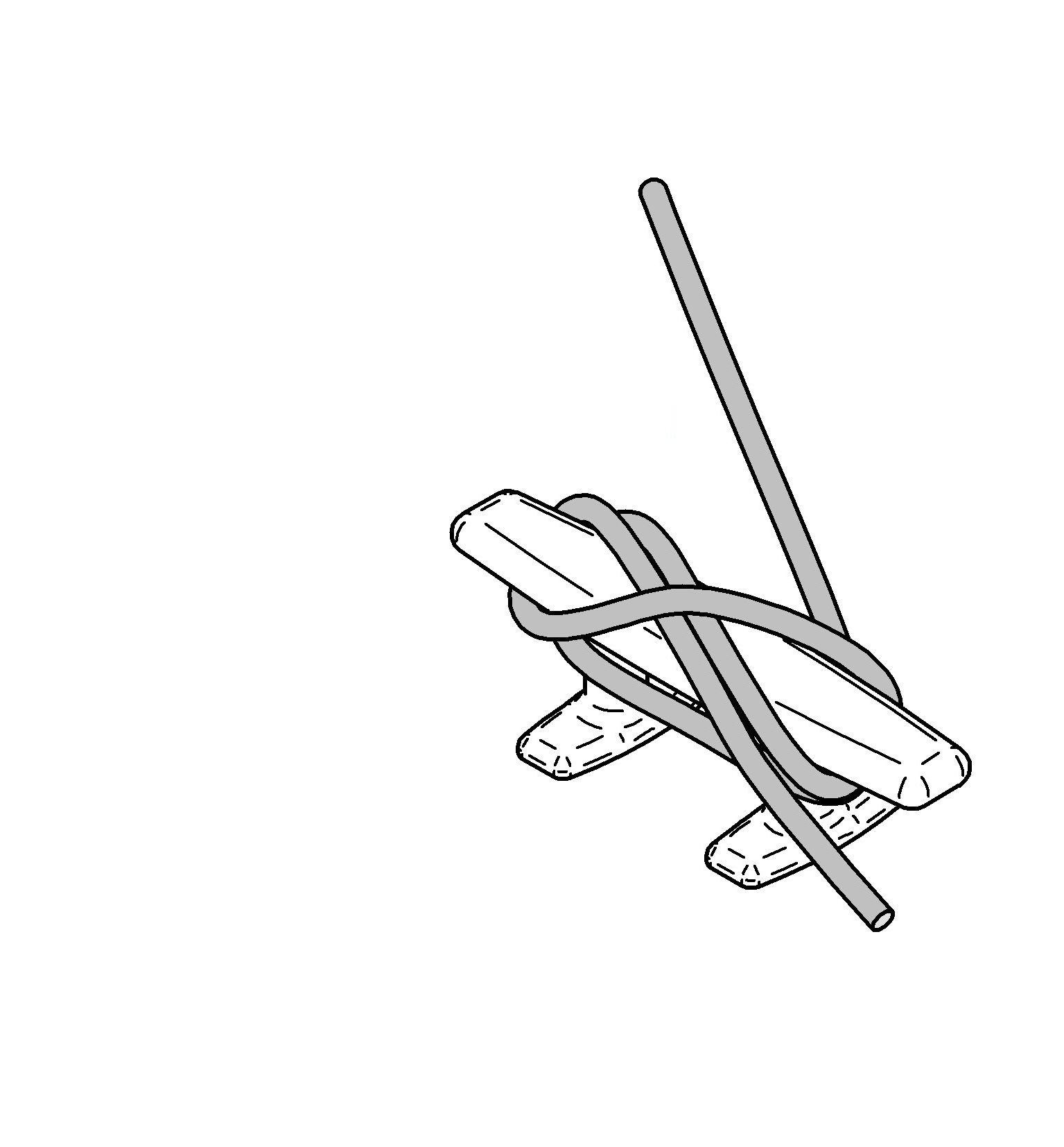
Schritt 4
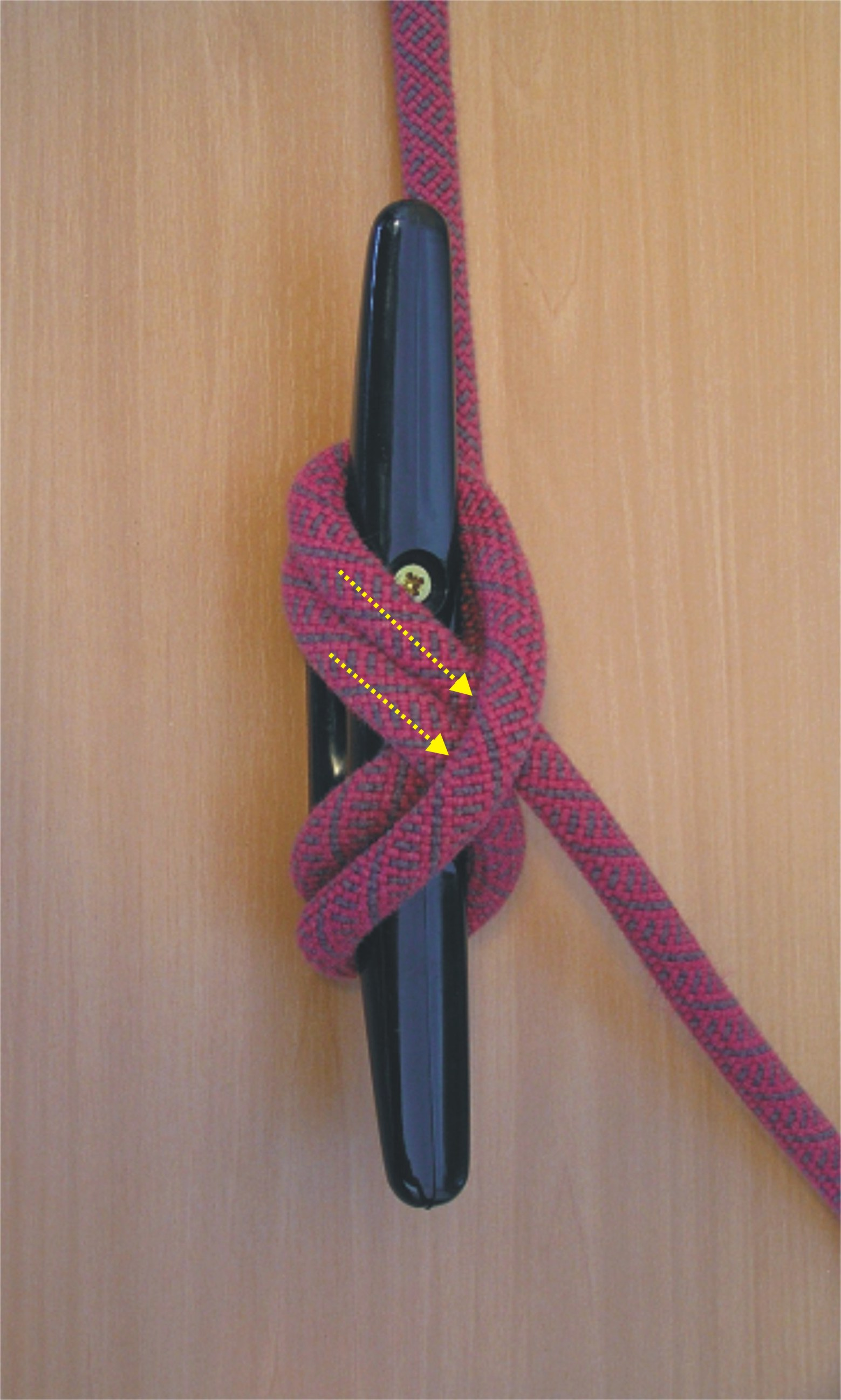
Mit Kopfschlag gesichert.

### Kabel aufschießen

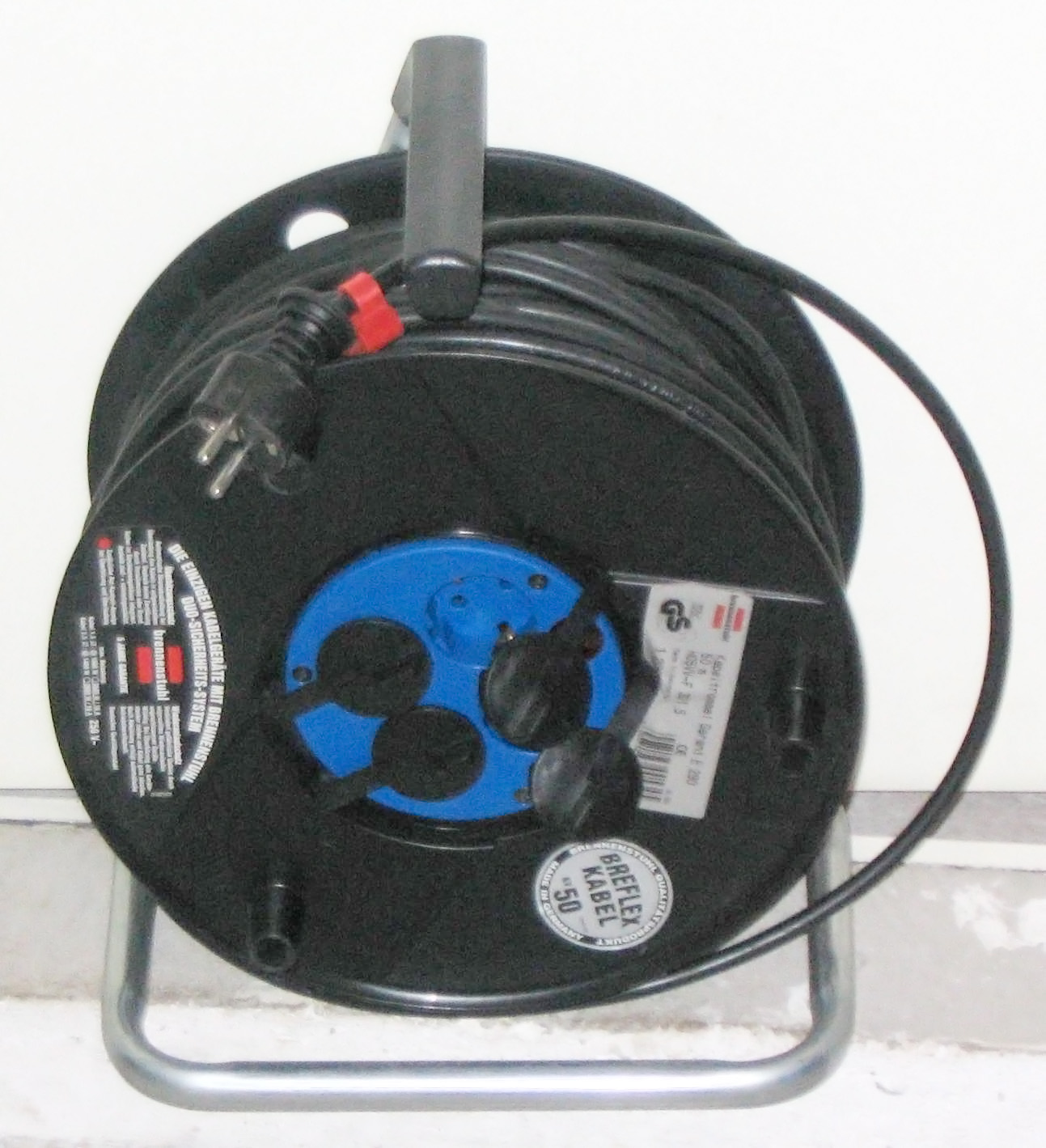
Kabel auf Trommel
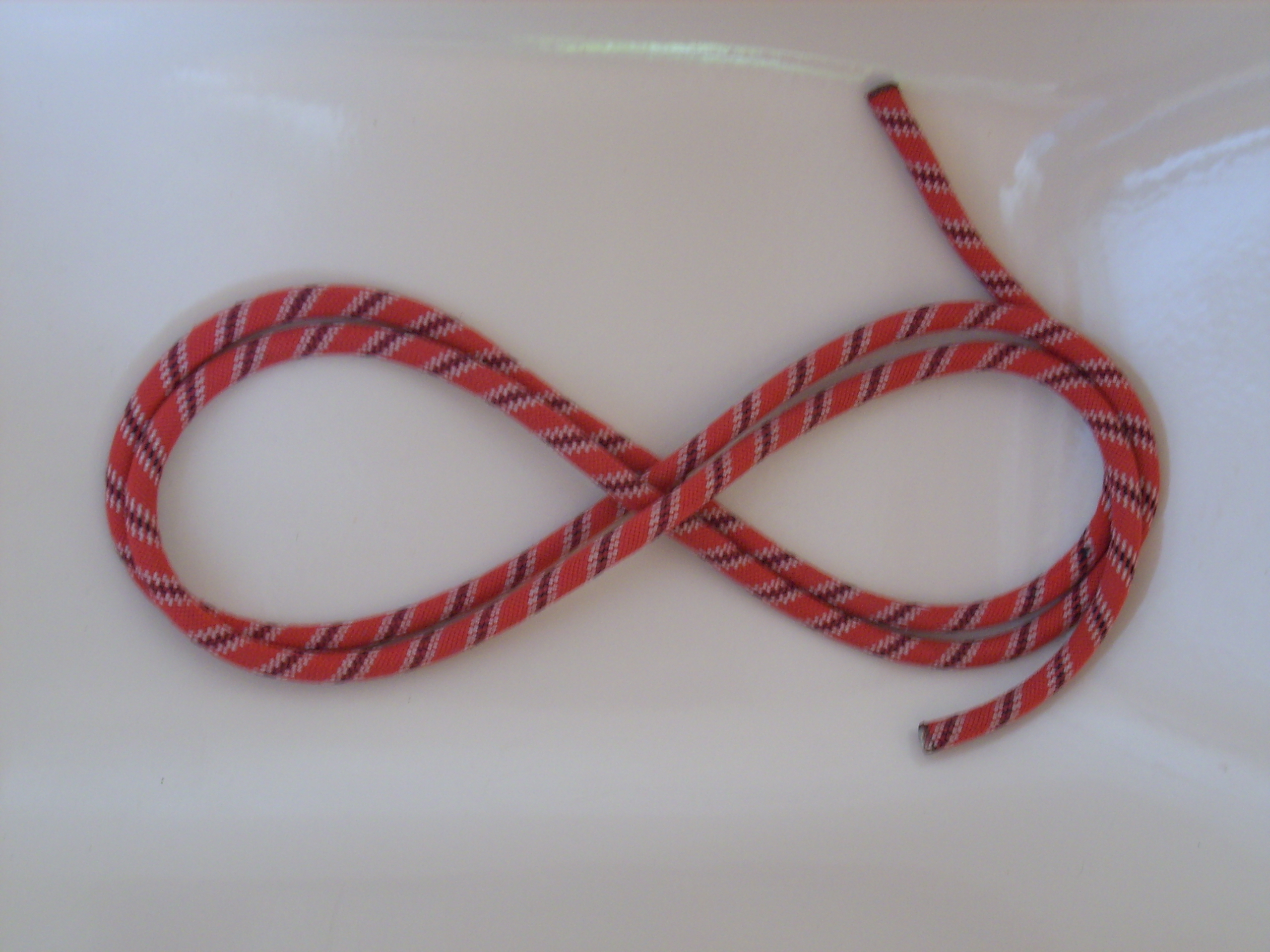
als "8" aufgeschossen

Auch bei Kabeln nennt man das Zusammenlegen „Aufschießen“. Lange Kabel werden am besten auf Rollen gewickelt. Kabel mit 5 bis 20 Meter Länge, beispielsweise Mikrofonkabel in der Bühnentechnik, werden als „Acht“ (8) aufgeschossen. Dadurch wird erreicht, dass sich das Kabel beim Abwickeln nicht verdreht. Das ist besonders wichtig, damit sich die einzelnen Adern im Inneren und die drahtgeflochtene Abschirmung beim Auslegen der Kabel nicht verdrehen und vor dauerhafter Beschädigung geschützt werden. Zusammengebunden werden Kabel meist mit einem Klettband.

## Ordentliches Aufschießen
Durch das Aufschießen, das einen Drehvorgang beinhaltet, wird die Leine in sich selbst verdreht.

### Schöne Buchten

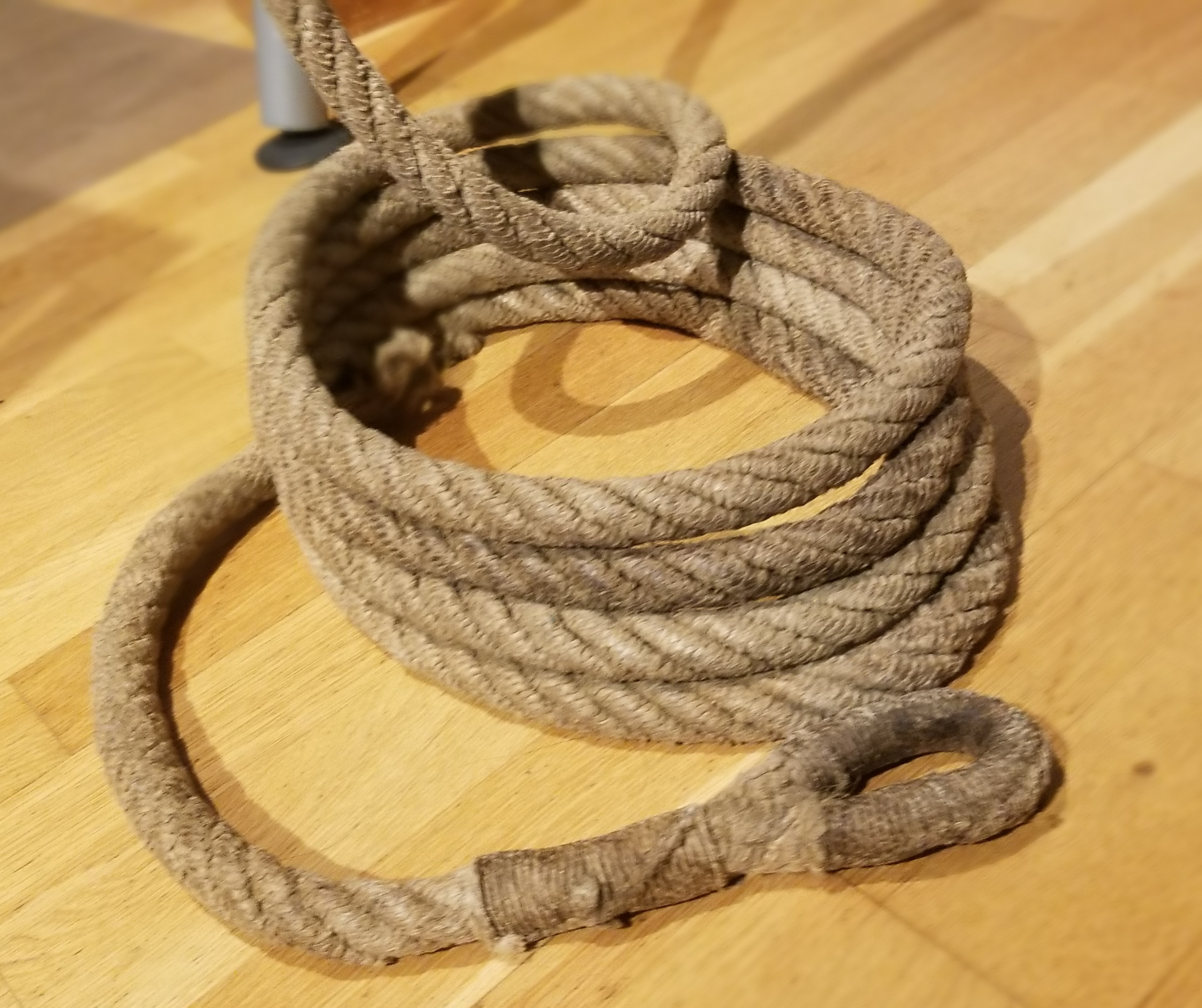
Gegen den Uhrzeigersinn gelegte Leinenrolle am Boden. Der Leine wurde beim Legen eine gegenläufige kleine Drehung im Uhrzeigersinn mitgegeben.
Die Rolle ist linksgängig oder man spricht auch von einer S-Chiralität. Die Leine ist gegenläufig und hat eine Z-Chiralität, auch Z-Schlag genannt.

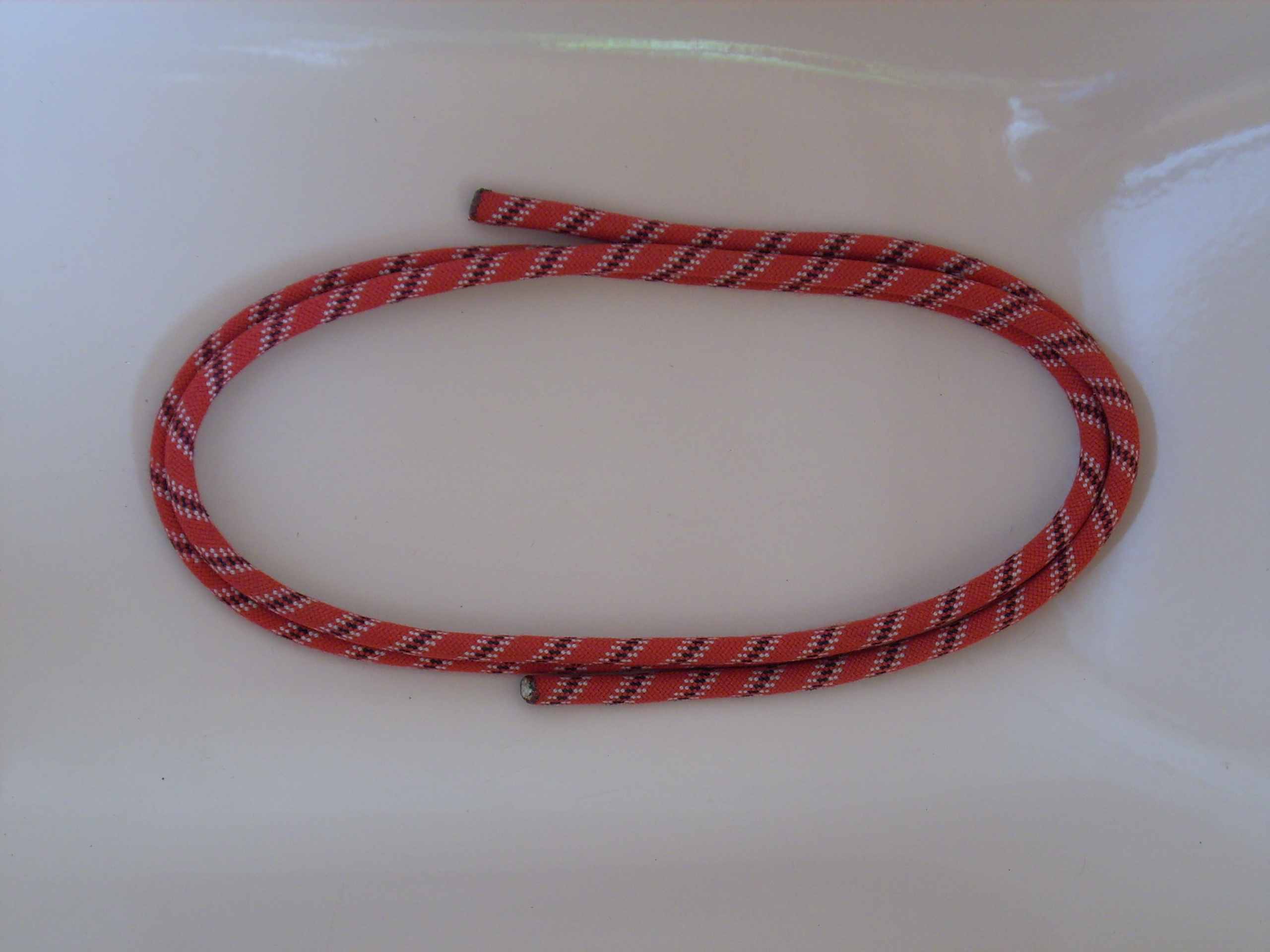
schöne Buchten

Damit die Leine glatt und ordentlich liegt, muss sie beim Aufschießen fortwährend gedreht werden. Geübte Seeleute machen das automatisch mit einer kleinen Handbewegung. Bei langen Leinen ist das aber zunehmend schwierig, wenn sich das Ende nicht frei drehen kann. Es ist aber problemlos, wenn das Seil ausgestreckt durch das Wasser gezogen oder beim Klettern frei hängen kann. Sehr lange Leinen (Festmacherleinen, Ankertau) werden zu großen Ringen auf dem Deck gelegt und manchmal zu richtigen Türmen aufgeschichtet.
Ordentlich aufgeschossene Leinen fliegen beim Werfen, ohne sich zu vertörnen. Auch nach langem Liegen sind sie jederzeit einsatzbereit. Wenn die aufgeschossene Leine sich beim Strecken nicht ausdrehen kann, dann hilft es, sie erst einmal durch die Hand laufen zu lassen.

### Verdreht

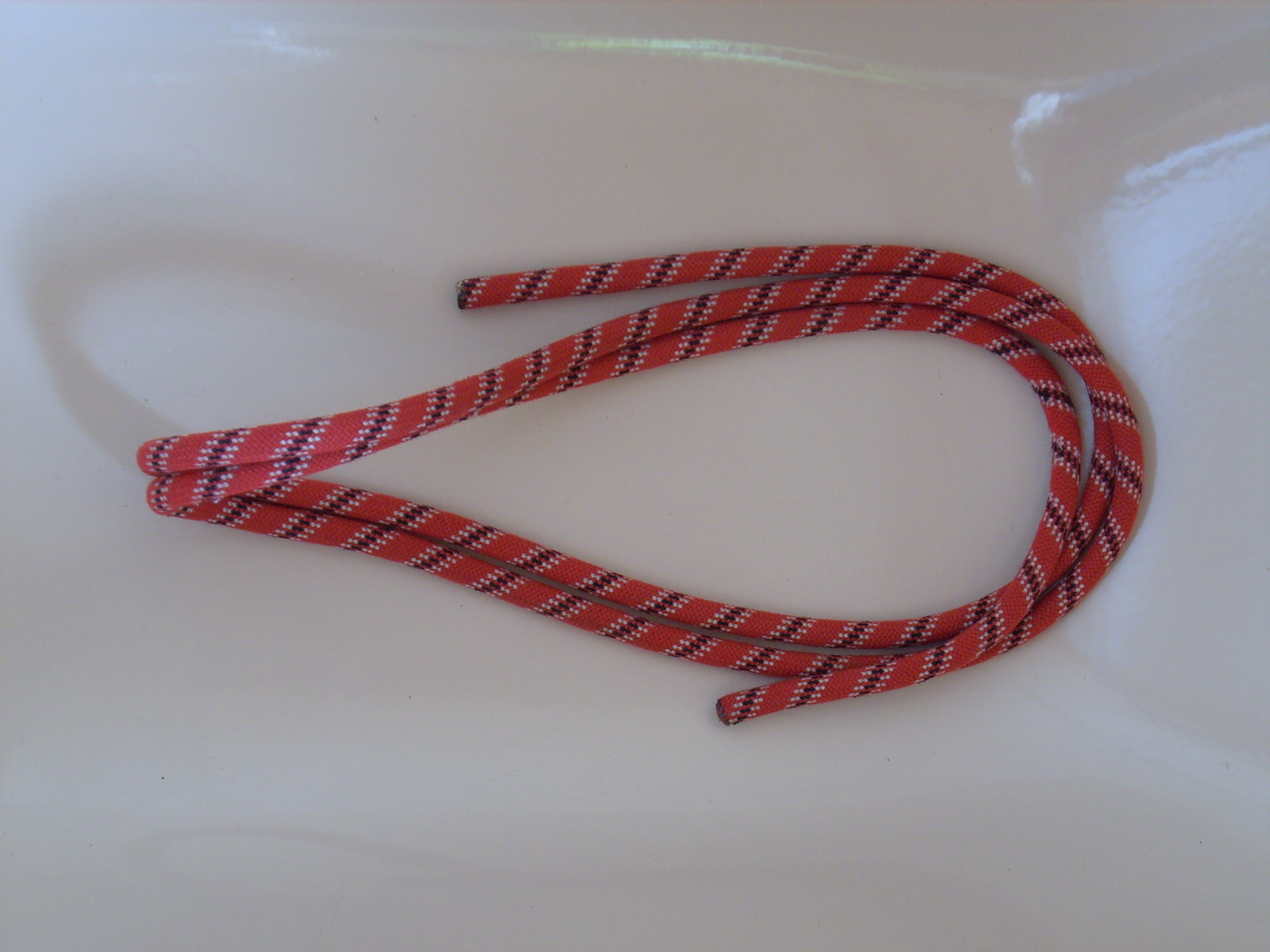
Buchten verdreht

Wenn man die Leine aufschießt, ohne die Verdrehungen auszugleichen, besteht die Gefahr, dass sich ihre Schlaufen so ineinander verschieben, dass sich beim Lösen Schlingen bilden und diese sich ineinander verknoten. Beim Werfen ist das fast immer der Fall. Bei längerer Lagerung wird diese Verdrehung eine dauerhafte und behindert die Anwendung des Seiles.

### Als "8" verdreht

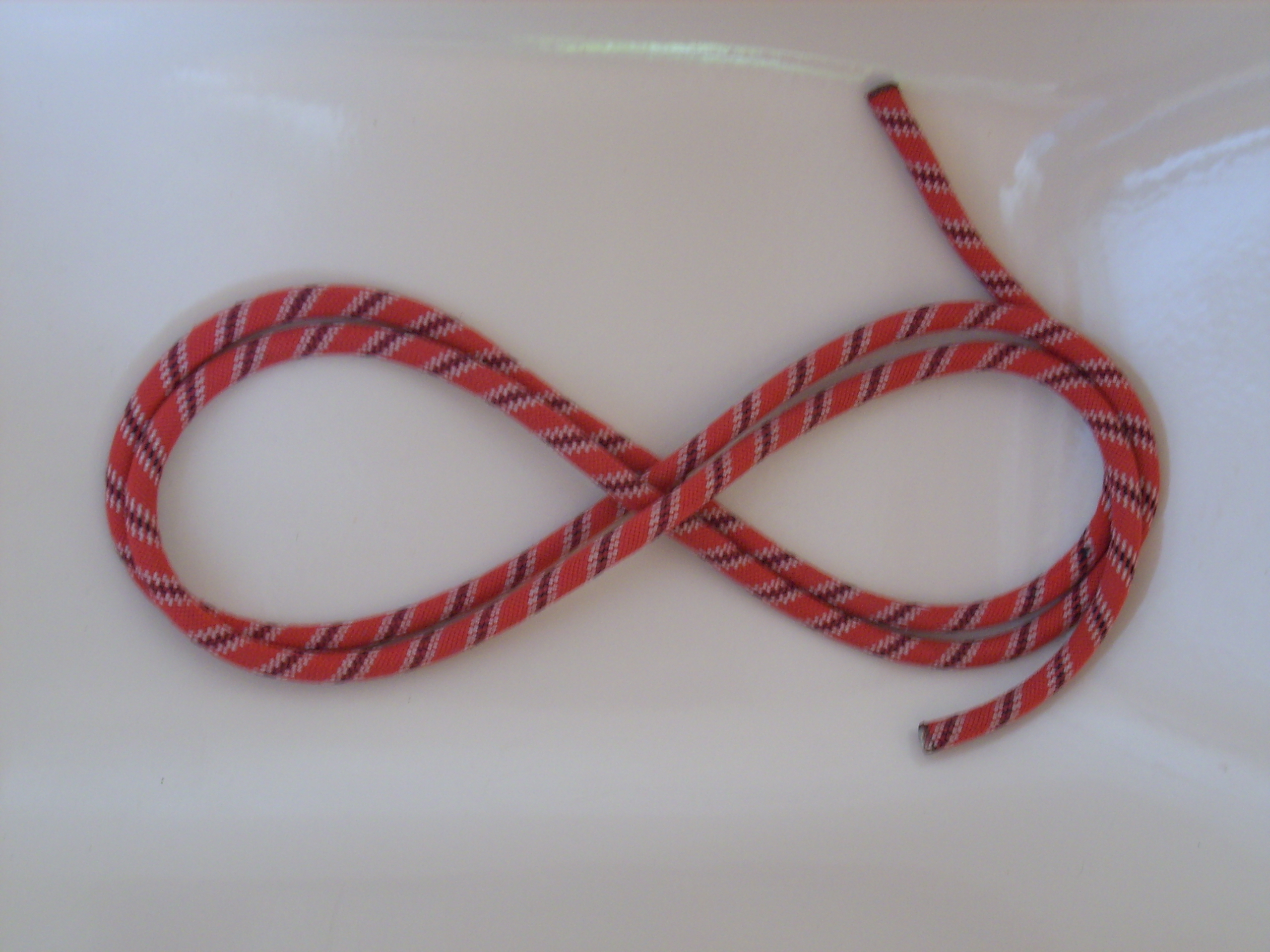
als "8" verdreht

Die Leine kann als Doppelschlaufe, als „Acht“, aufgeschossen werden. Sie kann in der Mitte gegriffen werden, so dass beide Kreise herunterhängen. Bei geschlagenem Tauwerk kann die Methode allerdings Probleme bereiten, weil jeweils ein Kreis jeder Achterschlinge in die „falsche“ Richtung verdreht wird. Auch für geflochtenes Tauwerk ist diese Methode in der Seefahrt nicht verbreitet. Beim Klettern wird das Seil manchmal so zusammengelegt. Es ist dann in zwei Richtungen gedreht und wenn es gestreckt wird, ist es wieder gerade. Aber auch hier besteht die Gefahr, dass sich die einzelnen Buchten ineinander verknoten. Kletterer benutzen deshalb einen Seilsack, in den das gestreckte Seil hineingelegt und zum Gebrauch wieder herausgezogen wird.